# Aristida purpurascens
Aristida purpurascens är en gräsart som beskrevs av Jean Louis Marie Poiret. Aristida purpurascens ingår i släktet Aristida och familjen gräs. Inga underarter finns listade i Catalogue of Life.